# Spencer Monroe
Spencer Monroe  es un personaje ficticio de la serie de cómics  The Walking Dead  y la serie de televisión del mismo nombre, donde es interpretado por Austin Nichols. Él es el hijo del líder de la zona-segura de Alexandria, Douglas Monroe y su esposa, Regina. Es conocido por ser cobarde, celoso y egoísta, mientras trata de construir una relación con  Andrea. En la serie de televisión, él es el hijo de Deanna y Reg, y tiene un hermano llamado Aiden. En la serie de televisión, se enamoró de Rosita Espinosa y comenzó una relación con ella después de que ella rompió con Abraham, pero terminó y poco después es asesinado por Negan.

## Historia
Spencer Monroe es el hijo de Douglas y Regina, quienes lideraron a Alexandria. En la fiesta organizada para el grupo de Rick quienes recién llegaron, Spencer se une a Andrea, la principal francotiradora del grupo. Parece muy interesado en su cambio de  una abogada de oficina a una excelente francotiradora. Él insiste en que ella debe mostrar una demostración de sus habilidades de tiro. Andrea parece menos interesada y se muestra sorprendida al descubrir que Spencer es el hijo de Douglas (que coqueteaba con ella a la llegada del grupo de Andrea).
Spencer finalmente invita a Andrea a cenar, donde dice que no está interesada en una relación en este momento. Cuando la manada ataca la Zona Segura y Andrea queda atrapada en la torre del reloj, Spencer se une a Heath y Glenn para tratar de traer sus suministros. Los cuatro se quedan varados en un tejado fuera de la pared y contemplan cómo pueden ayudar al resto de los residentes de la Zona Segura. Spencer sugiere que él y Andrea dejen a todos (incluido su propio padre) y se vayan solos. Andrea se sorprende por su cobardía y responde a su sugerencia golpeándolo y declarando "Eso es todo para ti y para mí", Andrea está disgustada por el comportamiento de Spencer y no acepta sus disculpas para reavivar su relación. Cuando Andrea le dice que no había nada entre ellos, pronto se convierte en el co-conspirador en el intento de asesinato de Rick Grimes, que termina rápidamente. Spencer se pone celoso de la relación de Rick y Andrea, y expresa su desacuerdo con las decisiones de liderazgo de Rick, después de que asuma el papel de su padre.
Con la llegada de Negan y los salvadores quienes comenzaban extorsionar Alexandria, mientras Rick está en la reunión del Reino con Rey Ezekiel, Negan se detiene en la Zona Segura de Alexandria. Le dicen que Rick está ocupado recolectando suministros, por lo que Negan decide descansar en una de las casas vacías. Spencer se acerca a Negan y le dice que Rick no está en condiciones de ser el líder y que debe ser asesinado. Negan le pide a Spencer que camine con él para que puedan hablar sobre Rick. Luego, Negan continúa hablando sobre cómo Rick está recolectando suministros para que no lastime a nadie mientras Spencer esperó hasta que Rick se fue para poder hablar con él y le dijo que hiciera su trabajo sucio y que no tiene agallas. Luego, Negan saca su cuchillo y rápidamente se lo clava en el estómago de Spencer y lo abre, dejando sus entrañas colgando de su estómago abierto. A pesar de sus problemas, Andrea llora por la muerte de Spencer, creyendo que no merecía lo que le sucedió.

## Adaptación de TV

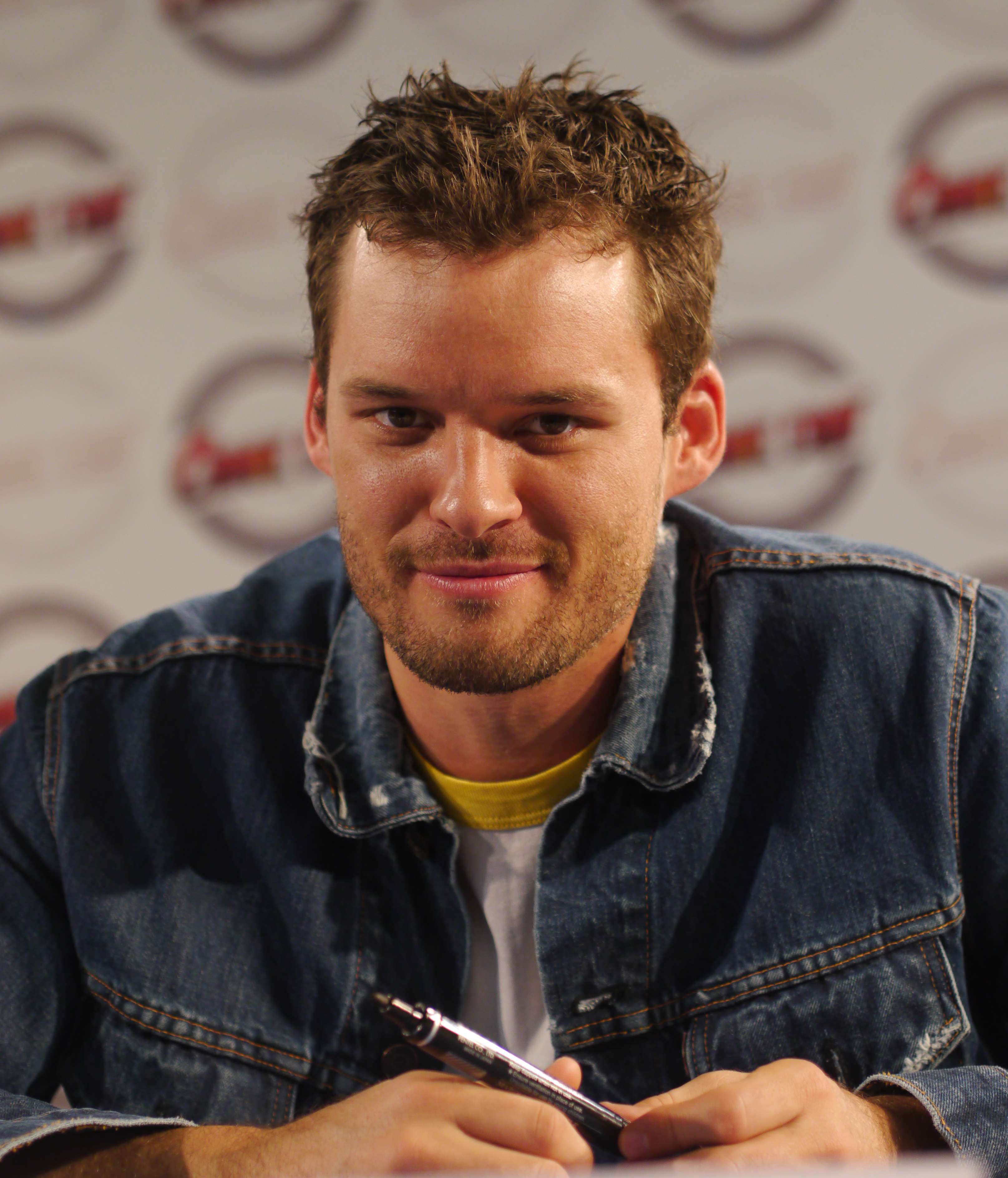
Austin Nichols (foto en 2012) interpretó a Spencer Monroe en la serie de televisión.

### Temporada 5
En el episodio "Forget", Spencer es mencionado por Deanna como la que había colocado el rifle en el mirador de la torre del reloj. Más tarde se lo ve en la fiesta donde conoce a Sasha y trata de entablar una conversación con ella al hablar sobre la Sra. Neudermyer y cómo afición de un fabricar pasta. Sin embargo, Sasha lo rechaza y se aleja. Luego, él es testigo de su chasquido a los demás después de sentirse abrumada por todos y por la atmósfera general, durante la fiesta. En el episodio "Try", Spencer es visto con Reg y Deanna mientras se lamentan por la pérdida de Aiden mientras escuchan uno de sus CD de mezclas. Más tarde, se lo ve junto a su familia, presenciando la pelea entre Rick y Pete en la plaza del pueblo, y es uno de los residentes que escuchan el comentario de Rick acerca de que la mentalidad de Alexandria es su perdición. En el final de la temporada "Conquer", Spencer estaba de guardia cuando el Padre Gabriel se le acercó a la puerta para dar un paseo más allá del paredes, pero Gabriel rechaza la oferta de Spencer para darle un arma. Cuando Gabriel regresa, Spencer le pide que cierre la puerta mientras se prepara para el foro de la comunidad, pero el sacerdote se olvida en cerrarla. En la reunión, él escucha a la gente de la ciudad y los miembros del grupo de Rick hablan sobre Rick. Cuando Rick llega con un caminante muerto, Spencer es enviado por su madre para revisar las puertas después de que se notifica a las personas que alguien [Gabriel] dejó la puerta abierta.

### Temporada 6
En el estreno de la temporada "First Time Again", Spencer escucha mientras Carter declara su plan para derrocar a Rick y su grupo. En el episodio "JSS", Spencer está de guardia cuando los lobos atacan la zona segura de Alexandria y mata a un conductor lobo que intentaba conducir un camión para derribar las puertas delanteras de Alexandria. En el episodio "Now", Deanna atrapa y reprocha a Spencer con comida y licor robados después de haber advertido a otros que no tomen ningún extra.  En el episodio "Heads Up", Rick salva la vida de Spencer cuando Spencer intentó sin éxito salir de Alexandria después del ataque de los lobos. En el estreno de mitad de temporada "No Way Out", Spencer ayuda en la enfermería con Carl, quien recibió un disparo en el ojo y sale a ayudar a Rick y a todos los demás a eliminar a todos los caminantes que invadieron la comunidad. En el episodio "The Next World", Spencer mata a su madre Deanna, que se había convertido en un caminante y la entierra. En el episodio "Twice as Far", Spencer se ve en la cama con Rosita que mantuvieron relaciones sexuales y está implícito que están en una relación juntos. En el final de temporada "Last Day on Earth" Spencer aparece cuando Rick y los demás se van para llevar a Maggie a la colonia Hilltop. Le pregunta a Rick si es demasiado tarde para hacer un trato con los salvadores si ellos vienen a Alexandría, Rick le dice con confianza que haga que los salvadores lo esperen y que "tiene un trato para ellos".

### Temporada 7
En el episodio estreno de temporada "The Day Will Come When You Won't Be" Spencer aparece en la secuencia de flashback de sueño de Rick cuando todos cenan juntos. En el episodio "Service", Spencer va con Rosita en una carrera de suministros después de que los Salvadores llegan para llevarse sus pertenencias. En el episodio "Sing Me a Song", Spencer va en una carrera de suministros y regresa con un gran alijo de alimentos y suministros que pretende entregar a los salvadores. En el final de mitad de temporada "Hearts Still Beating", Spencer invita a Rosita a tener una relación seria y ella acepta, quedando en la noche para cenar juntos, mientras ofrece tributo a los salvadores, los salvadores lo elogian por los suministros que le consiguió y a Negan le invita un licor fino y le otorga la mesa de billar de su garaje, mientras Spencer y Negan juegan al billar en medio de la calle, los residentes se reúnen para mirar. Spencer le dice a Negan que el ego de Rick está fuera de control y propone que Negan designe a Spencer como el nuevo líder de Alexandria. Negan considera la traición de Spencer. Él señala que Rick se está tragando su odio para juntar bienes para Negan para que no mate a nadie más. "Eso tiene agallas", dice. Negan se pregunta por qué Spencer no solo mata a Rick en lugar de escabullirse mientras Spencer comienza a tartamudear. "Es porque no tienes agallas", dice Negan mientras hunde un cuchillo en el abdomen de Spencer, destruyéndolo. Spencer cae al suelo, sosteniendo sus intestinos en sus manos mientras los residentes observan con horror. Spencer más tarde es encontrado reanimado como caminante y Rick lo mata.

## Desarrollo y recepción
Spencer Monroe es interpretado por Austin Nichols en la serie de televisión The Walking Dead.